# Sony Ericsson K630i
Sony Ericsson K770i為索尼爱立信於2008年1月3日推出的3G手提電話。內建200萬畫素數位相機。